# 六博

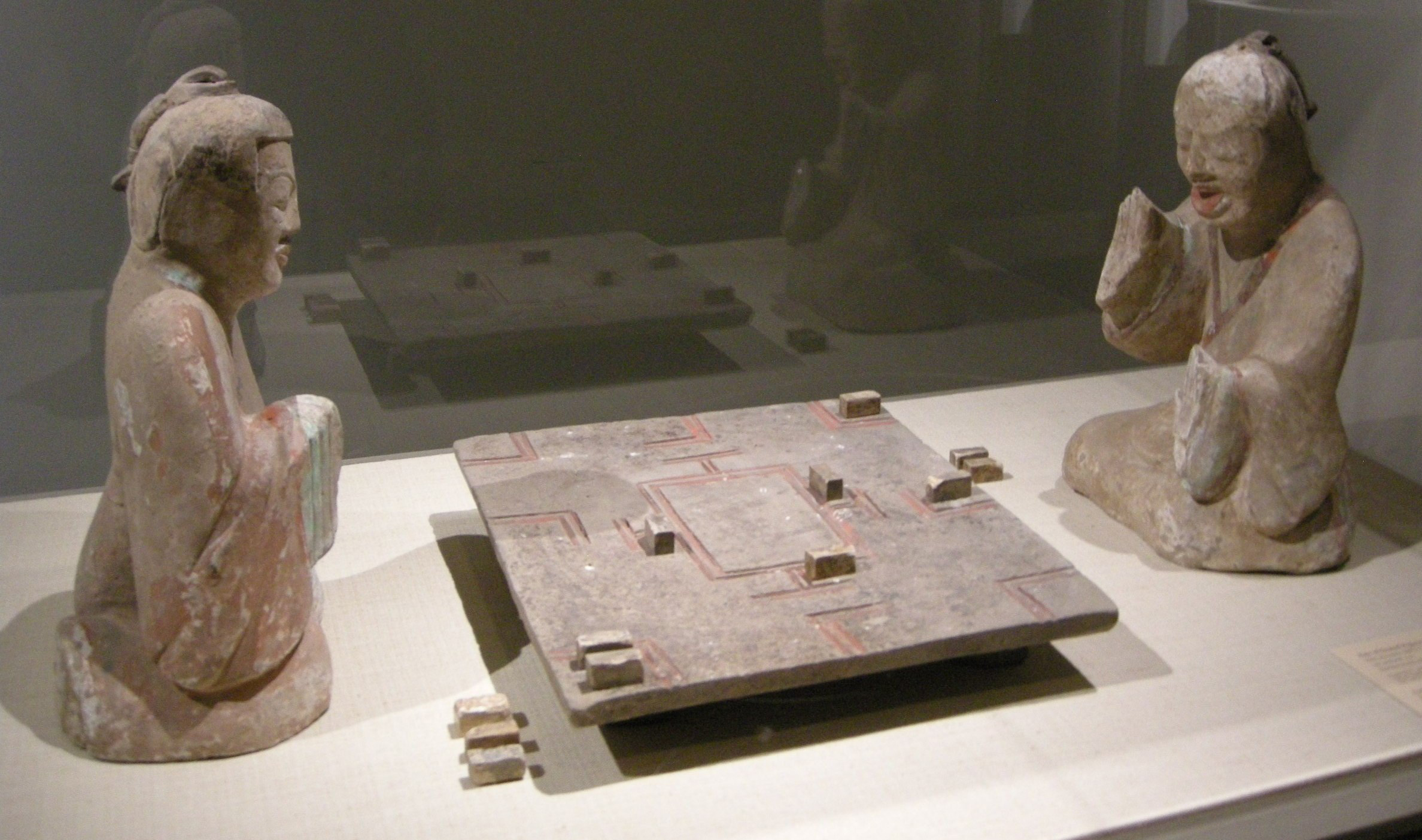
陶六博俑，东汉，藏大都會藝術博物館

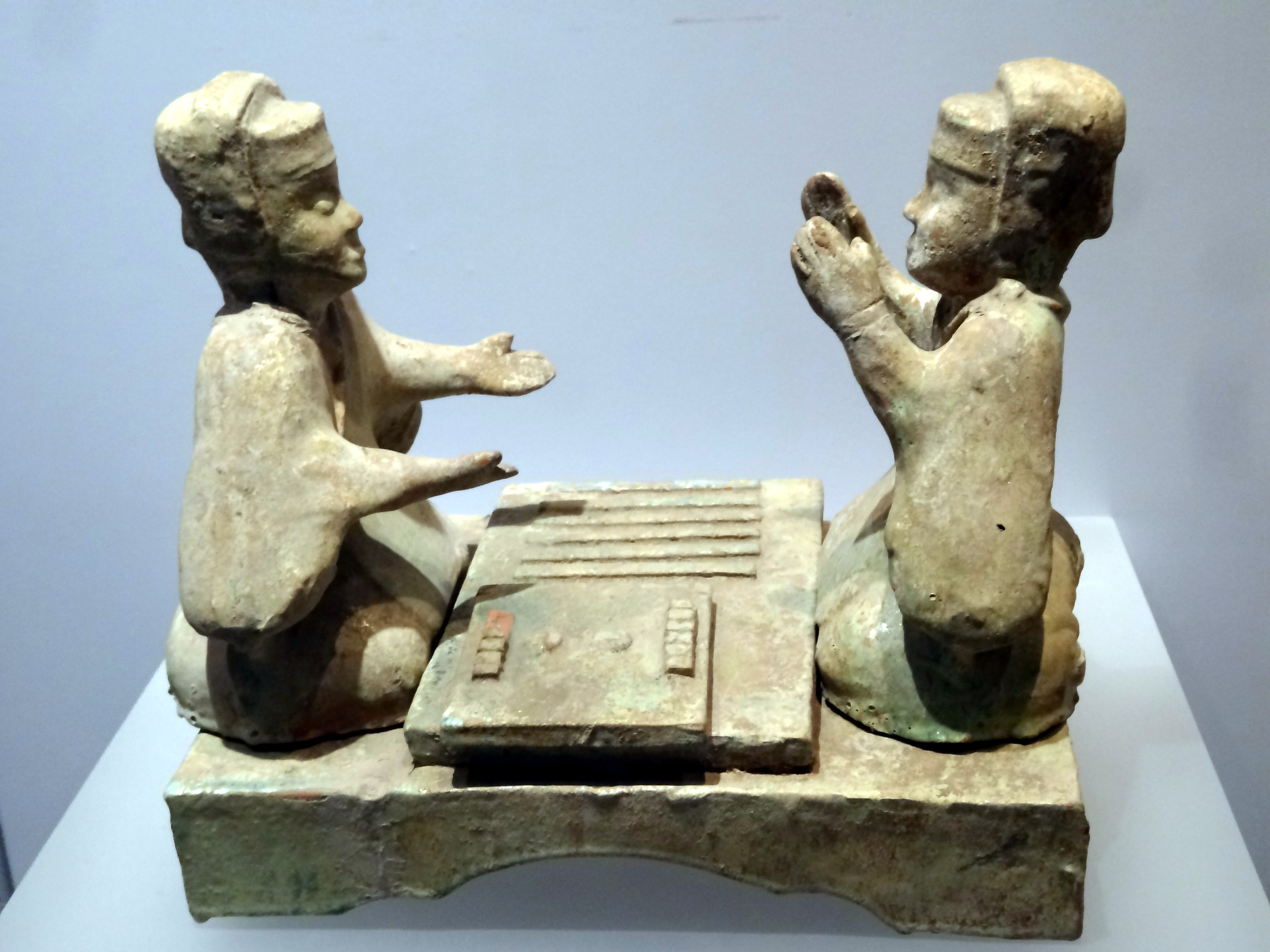
绿釉陶六博俑，汉代，河南省灵宝市出土，藏于河南博物院。

六博（上古擬音：*k.ruk pˤak），又作六簙，是中国战国到晋朝流行的一种掷采行棋的兩人或四人局戲，以多得籌為勝，行棋模擬貓頭鷹等鳥類在池塘獵魚的行為。

## 名稱
- 《揚子·方言》：「簙謂之蔽，或謂之箘，秦晉之間謂之簙，吳楚之間或謂之蔽，或謂之箭裏，或謂之簙毒，或謂之夗專，或謂之𠥙璇，或謂之棊。」

- 《楚辭·招魂》：「菎蔽象棋，有六博些。」
  - 王逸註：「菎，玉也。蔽，簙箸以玉飾之也。」、「以菎蔽作箸，象牙為棋。」、「投六箸，行六棋，故云六博。」

- 《說苑·善說》：「燕則鬥象棋而舞鄭女。」

- 長沙馬王堆3號西漢墓遣策：「博一具；博局一；象棋十二；象直食其廿；象笄？三十；象割刀一；象削一；象口 口 口 口。」

六博因為每方各用六根箸、六塊棋子，所以名稱六博、六簙，也有許多別名。在戰國時代也可稱象棋，指象牙之棋，是象棋此中文辭的最早含意。也有人認為六博棋子有其他材質，取名象棋是表示是象徵的遊戲。

## 歷史

### 文史記載
- 《管子》：“流於博塞，戏其工瞽。”、“是故秋三月以庚辛之日發五政：一政、曰禁博塞。”

- 《莊子·駢拇》：“问穀奚事，则博塞以游。”

- 《尹文子》：“博盡關塞之宜，得周通之路，而不能制齒之大小，在遇者也。”

- 《孔子家語》：“哀公問孔子曰：吾聞君子不博，有之？孔子曰：有之，為其兼行惡道也。”

- 《史記 魏公子列傳》：「魏王(魏安釐王)與公子(信陵君)博。忽邊境舉峰，報『趙入寇，且過境』，王釋博，欲召臣議。公子曰：『趙王田獵耳，非寇也。』復博故。王懼，心不在博。」

- 《史记卷一百六　吴王濞列传》：“孝文时，吴太子入见，得侍皇太子（即后来的汉景帝）饮博。吴太子师傅皆楚人，轻悍，又素骄，博，争道，不恭，皇太子引博局提吴太子，杀之。於是遣其丧归葬。至吴，吴王愠曰：“天下同宗，死长安即葬长安，何必来葬为！”复遣丧之长安葬。吴王由此稍失藩臣之礼，称病不朝。”

六博在战国时期已经开始流行，與別名為格五的塞戲並稱。湖北江陵、山东曲阜等地就发现有战国时期博局盘、博箸和棋子。
秦汉时期六博更为流行，汉长安城未央宫少府建筑遗址、北宫南砖瓦窑场址发现有陶质博局盘；在各地秦汉时期的墓葬中发现有很多的漆木质博局盘及六博博具。在汉画像石和画像砖上有关博戏的画像也有大量发现，如四川的新津、成都和彭县，河南新野出土的画像砖，都刻有二人或四人投著行棋的对博场面。有关博戏的画像石主要发现于陕西、河南、山东、江苏、四川等省，都刻有投箸行棋的对博图像，所刻博具形式与考古发现差不多。魏晋时期六博依然存在，甘肃嘉峪关魏晋壁画墓中绘有六博的图像，但魏晋以后逐渐不再发现。
六博创制、流传年代久远，棋具和棋局结构复杂，走棋方式变化多样，彩点名目繁复。由于年代久远，記錄玩法的《古博經》、鮑宏的《博經》、《塞經》（《旧唐书》記載兩書名為《小博經》、《博塞經》）早已失传，只留只言片语。與六博還可能有關的書有《隋书》記載的《杂博戏》、《太一博法》、《双博法》、《皇博法》；《旧唐书》有《大小博法》、《皇博经》、《大博经行棋戏法》、《二仪博经》、《大博经》。

### 考古實物
出土博具实物及相关文物简述如下：

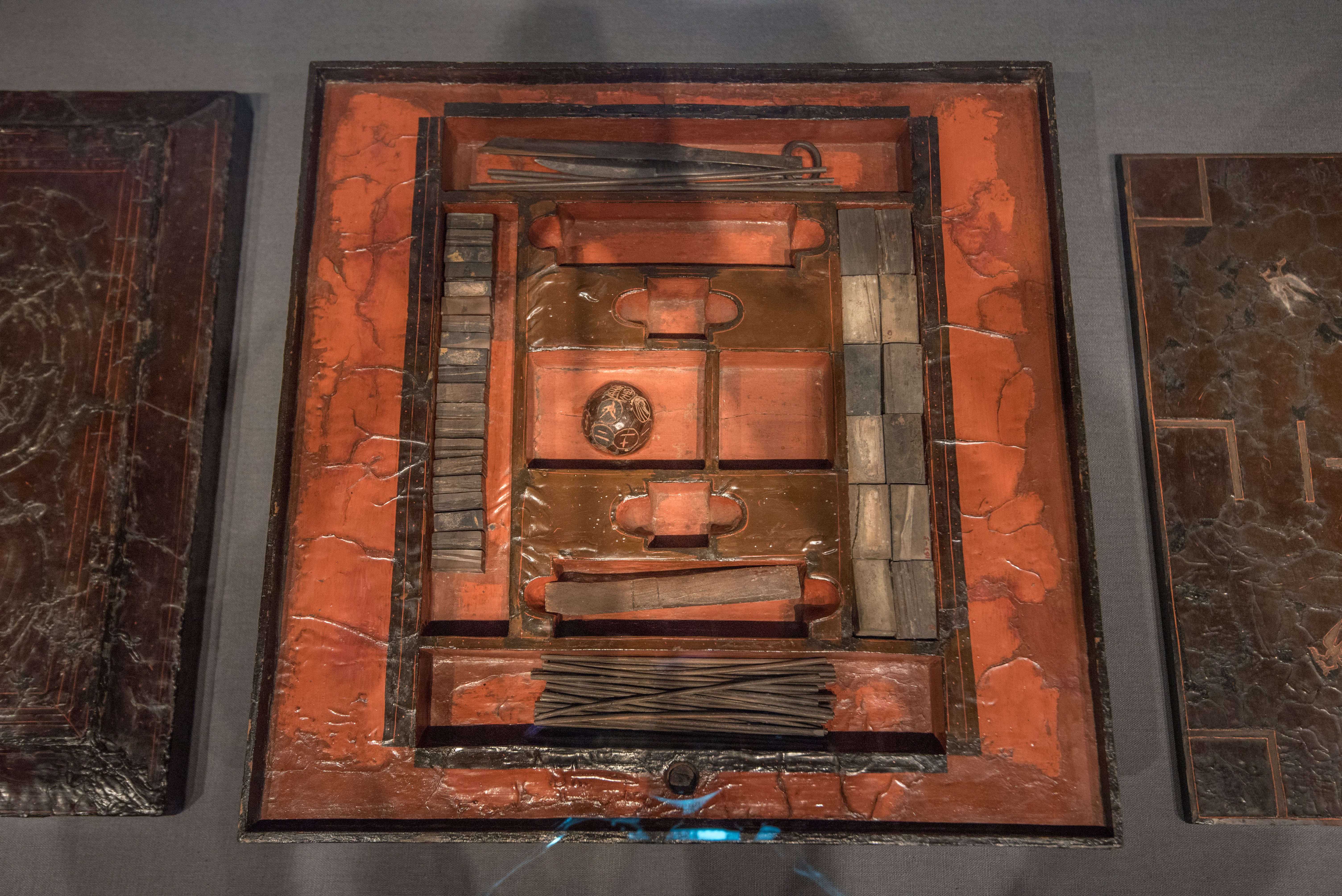
黑漆朱绘六博具，馬王堆3號西汉墓出土，藏湖南省博物馆

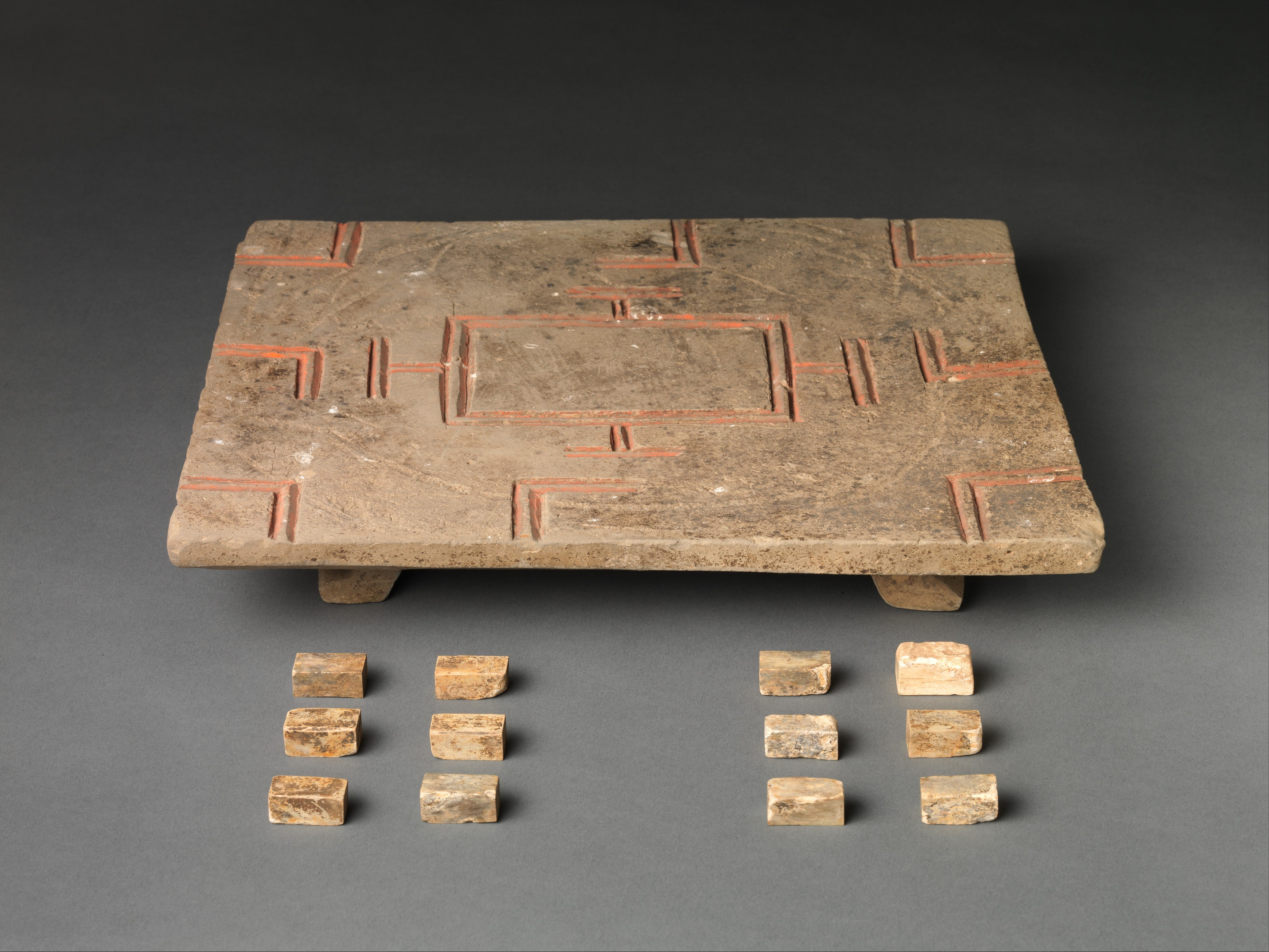
彩繪陶六博具（附骨製棋子），西汉，藏大都會藝術博物館

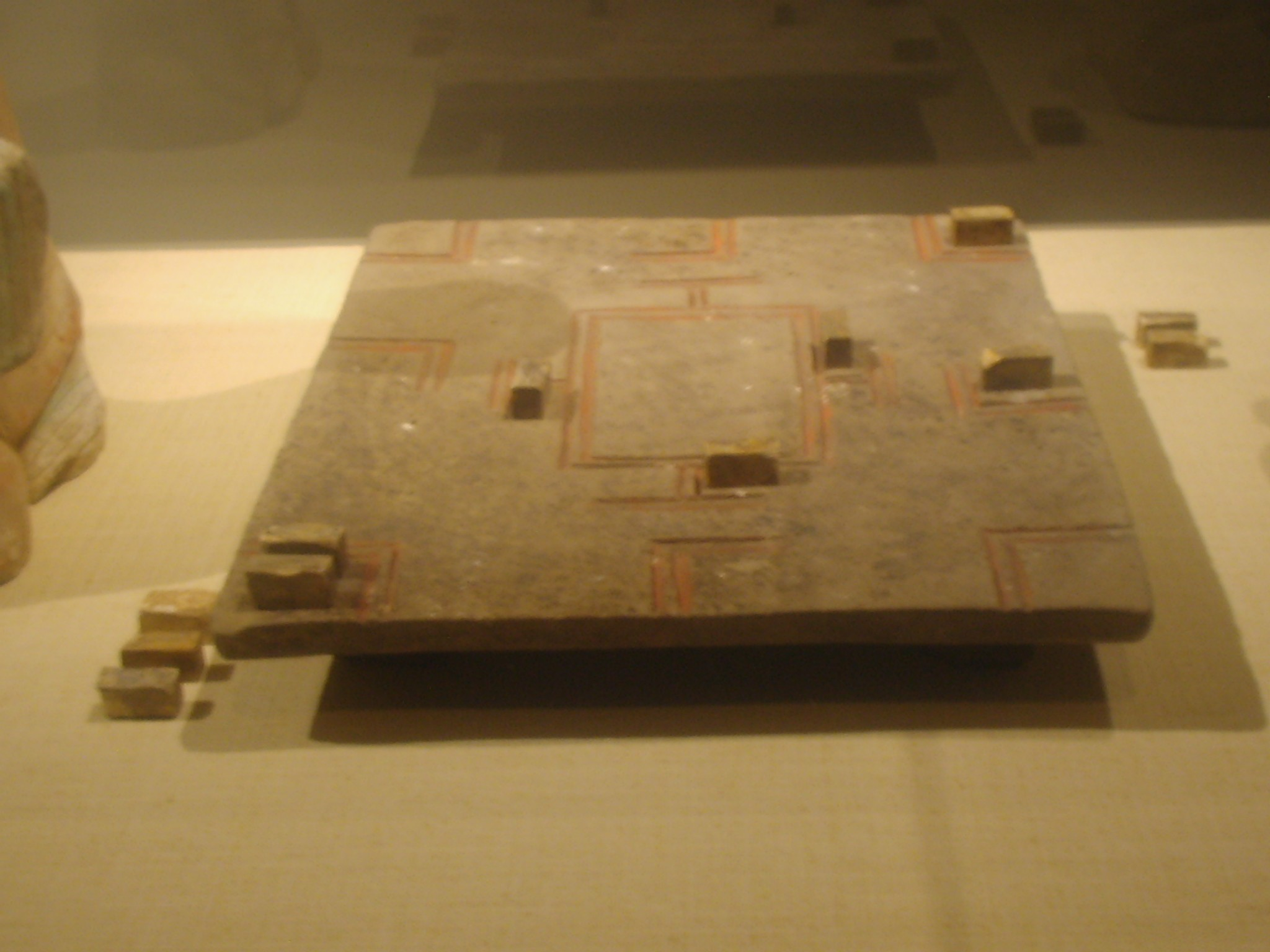
陶六博俑（博局），东汉，藏大都會藝術博物館

- 1972年河南省靈寶出土东汉绿釉陶六博俑，两俑对博，中间置长方形盘局，其一边置6根箸，一边置方形博局，博局两边各有6枚方形棋子，中间有2枚圆“鱼”。

- 1973年湖北江陵凤凰山8号西汉墓出土整套博具，有博局盘1件，竹箸6根，用半边细长竹管制成。骨质棋子12枚，6白6黑，为长方体，竹箸与棋子盛在一个圆形漆奁内。该墓出土遣策记：「博。筭、口、梮、博席一具、博橐一。」博是全套博具。筭（算），算（箸），囗应是綦（棋），梮是木博局。墓葬年代为西汉文景时期。博席、博橐朽没无存，其它均与同时出土的遣策对应[6]。

- 1973年长沙马王堆3号西汉墓出土一套完整的漆盒装六博棋具，盒内有方形博局盘一件，上有12个曲道4个飞鸟图案，大象牙棋子12枚，6白6黑，灰色小象牙棋子20枚，箸分长短两种，长箸12根，短箸30根，象牙削刀一件，灰黑色，呈竹叶形，两边有刃，有木柄，通长17.2厘米。象牙割刀一件，木骰一件，为球形十八面体，每面均阴刻篆体文字：一面刻骄，相对的一面刻男+妻，其余各面分别刻数字一至十六。是迄今所见配套最齐全的博具。该墓遣策中有记博竹简一组八枚：博一具；博局一；象棋十二；象直食其廿；象笄？三十；象割刀一；象削一；象口 口 口 口。所记与出土实物相符。该墓年代为汉文帝十二年（公元前168年），墓主为列侯[7][8]。

- 1975年12月湖北云梦睡虎地 11号、13号秦墓均出土博具。11号墓出土的博局盘长方形，盘面以中部方框为中心阴刻12个曲道纹和4个圆点。棋子12枚，其中6颗为长方体，博箸6根。13号墓出土的博局盘长方形，盘面也有以方框为中心的12个曲道4个圆点，盘的一侧有一个长凹槽，内置骨棋子6枚竹箸6根，槽外盖有一有圆孔的长木片，骨棋子一大五小，竹箸亦为半边细长竹管制成。据11号墓竹简知该墓年代为秦始皇三十年（公元前217年）。

- 1995年年3月湖北荆州纪城战国墓一号墓，据称发现六博盘，未见其它博具。盘为长方形，盘对角有两个圆形穿孔[9]。

有的墓葬虽随葬全套博具，但出土时已朽坏残缺：
- 1972年湖北云梦大坟头1号西汉墓出土方形木博局盘一件，盘面用红漆绘方框、12曲道及4个圆圈[10]。

- 1978年广西西林县西汉墓则出土铜质博局盘一件[11]。

- 1978年宜昌前坪105号西汉墓出土铜质博棋子一枚[12]。

- 1974年北京大葆台1号西汉墓出土象牙博棋子一枚[13]。

- 1983年广州二代南越王墓出土博具五、六套，但木博局盘均已残朽，只剩下博局的铜框、贴花、残漆片以及用青玉、水晶、象牙制成的几副博棋子[14]。

- 2005年5月在徐州东郊一座西汉中期夫妻合葬墓，出土“六博”。该“六博棋”棋盘已经腐朽，只能看出大概轮廓，周围散落着许多六博棋子。

- 2006年1月在徐州北洞山汉墓附近发现西汉楚王的陪葬墓。墓葬南部位置出土一套完整的六博棋具，12枚棋子均保存完好。六博棋具南北向整齐排列，宽2.5厘米长3厘米，红彩，棋子边放置一把筹码，腐朽较为严重。从棋具下发现曲道的痕迹判断，六博棋应当为骨制，但因腐朽痕迹模糊不清。

## 博具
战国时期的一套完整的六博棋具包括梮、棋、箸。通过对考古资料研究发现，早期和后期的六博具稍有不同。

### 棋盤

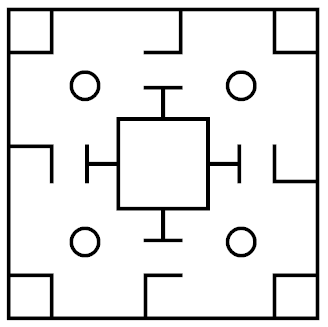
六博棋盤簡圖之一

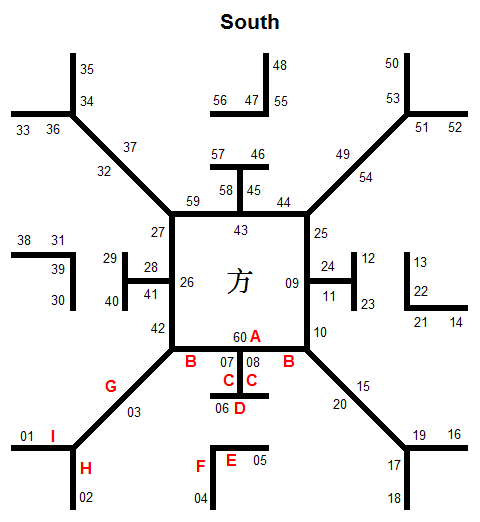
《博局占》干支占位配合六博棋盤，有說法是塞戲

- 《古博经》：“博法，二人相對坐，向局，局分為十二道，兩頭當中為水。」

- 《西京杂记·陆博术》：“许博昌，安陵人也，善六博，窦婴好之，常与居处。其术曰：『方畔揭道張，張道揭畔方，張究屈玄高，高玄屈究張。』又曰：『張道揭畔方，方畔揭道張，張究屈玄高，高玄屈究張。』三辅儿童皆诵之。”本來原文順序有誤，第二句的『畔揭』錯植顛倒，已被學者改正[16]。

博局也称“椐”，多为木质方形，盘面髹黑漆，也有白漆的，有一方形大框，框内中部是一方框，周边有有T L V I形的棋路，名為曲道，共十二道，四角处有四个圆点，中间區域稱為水。有些博局是中央方框與四角曲道以斜線相連，傅舉有認為是塞戲。
博局形式似乎是模仿自栻盘，栻盘关于生门、死门、相生、相克的说法，对博局也产生了影响，博局上的十二曲道中就有不利行棋的“恶道”。1993年，尹灣6號墓出土刻有「博局紋圖」的漢墓簡牘，為研究帶來了重大突破。此博局紋圖為占卜所用，棋盤標有干支占位，直行為占卜事項，橫列是占卜術語，兩方對應得出占卜結果。其上之占卜術語「方、廉、揭、道、張、曲、詘、長、高」9字，和許博昌術語「方、畔、揭、道、張、究、屈、玄、高」9字相通，但棋子運行與干支順序無直接關係。

#### 棋位
棋盤有九種棋位，有在線側、線上、點上、框內。
- 方：中央方框內，共一處，又稱為水。
- 畔：又稱廉，被T分開的中央方框線外側，如圖上的B，共八處。
- 揭：T中與中央方框垂直的線兩側，如圖上的C，共八處。
- 道：T中與中央方框平行的線上，如圖上的D，共四處。
- 張：L中平行邊界的線上，如圖上的E，共四處。
- 究：又稱曲，L中垂直邊界的線上，如圖上的F，共四處。
- 屈：又稱詘，中央方框與四角曲道的斜線上，如圖上的G，共四處。有些則是畫四个圆点。
- 玄：又稱長，四角方框中與L凹處背對的線上，如圖上的H，共四處。
- 高：四角方框中與L凹處正對的線上，如圖上的I，共四處。

### 棋子

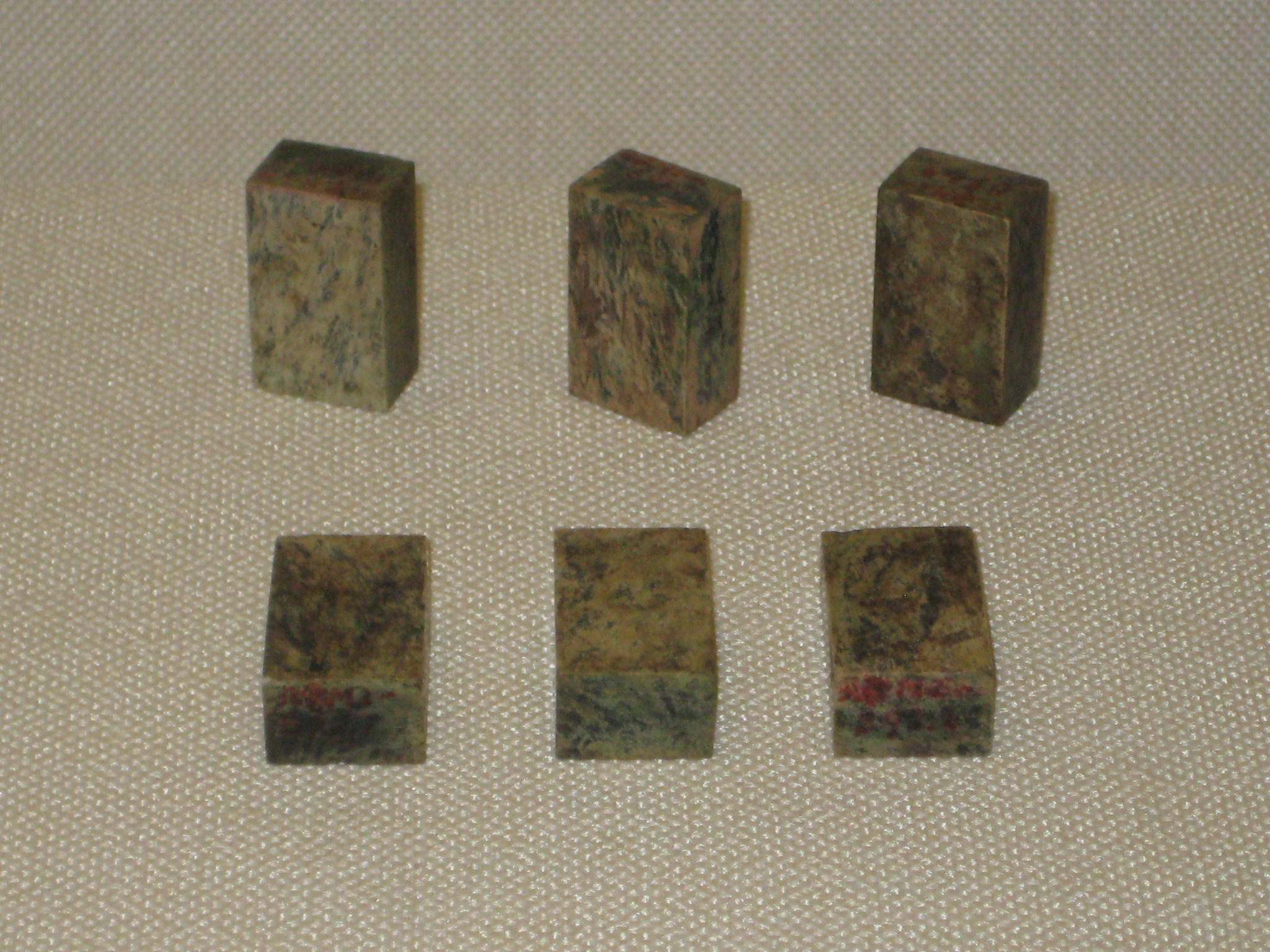
南越文王墓的六博棋子，無任何標記。

- 《古博经》：“用棋十二枚，法六白、六黑。又用魚二枚，置於水中。”

- 《楚辭·招魂》：“晋制犀比，费白日些。”

- 《列子集釋》：「裴駰曰：『報采獲魚也。』字案真經本或作魚，案《大博經》作鰈，比目魚也。蓋謂兩魚勇之比目也。此言報采獲中，翻得兩魚，大勝而笑也。鰈，他獵反。今本云魚者，是多一字也。據義用鰈不用魚，用魚不用鰈字。」

每方有六枚棋子，色分為黑红或黑白两组，形狀為六面長方體，多以象牙、玉石或金属制成，無任何標誌，每组均大小相同。也有考古物棋子是一大五小，如湖北雲夢睡虎地的考古實物。
另外，有公用的標記物，得到時可獲得籌碼，稱為鱼，共兩枚，代表比目魚，因此《楚辭》也稱為比，晉國有用外表白亮的犀牛角製作。這些魚會放在稱為水的棋盤中央方框。有些則是稱為直食其，共二十枚，熊传新指出考古實物中，直食其與籌的比例約為1:2，表示作用於魚相同。

### 擲具
依擲具不同，有箸、茕、瓊三種之分。
唐代成玄英註解《莊子·駢拇》時寫：“行五道而投琼曰博，不投琼曰塞” 。其認為六博與塞戲差別在是否用瓊作投子，而《爾雅》則說明別名為格五的塞戲係投箭。於此乃成玄英錯認六博為「行五道」；然後人誤以為塞戲沒有擲具，亦錯認六博無侥幸取胜的成分。

#### 箸

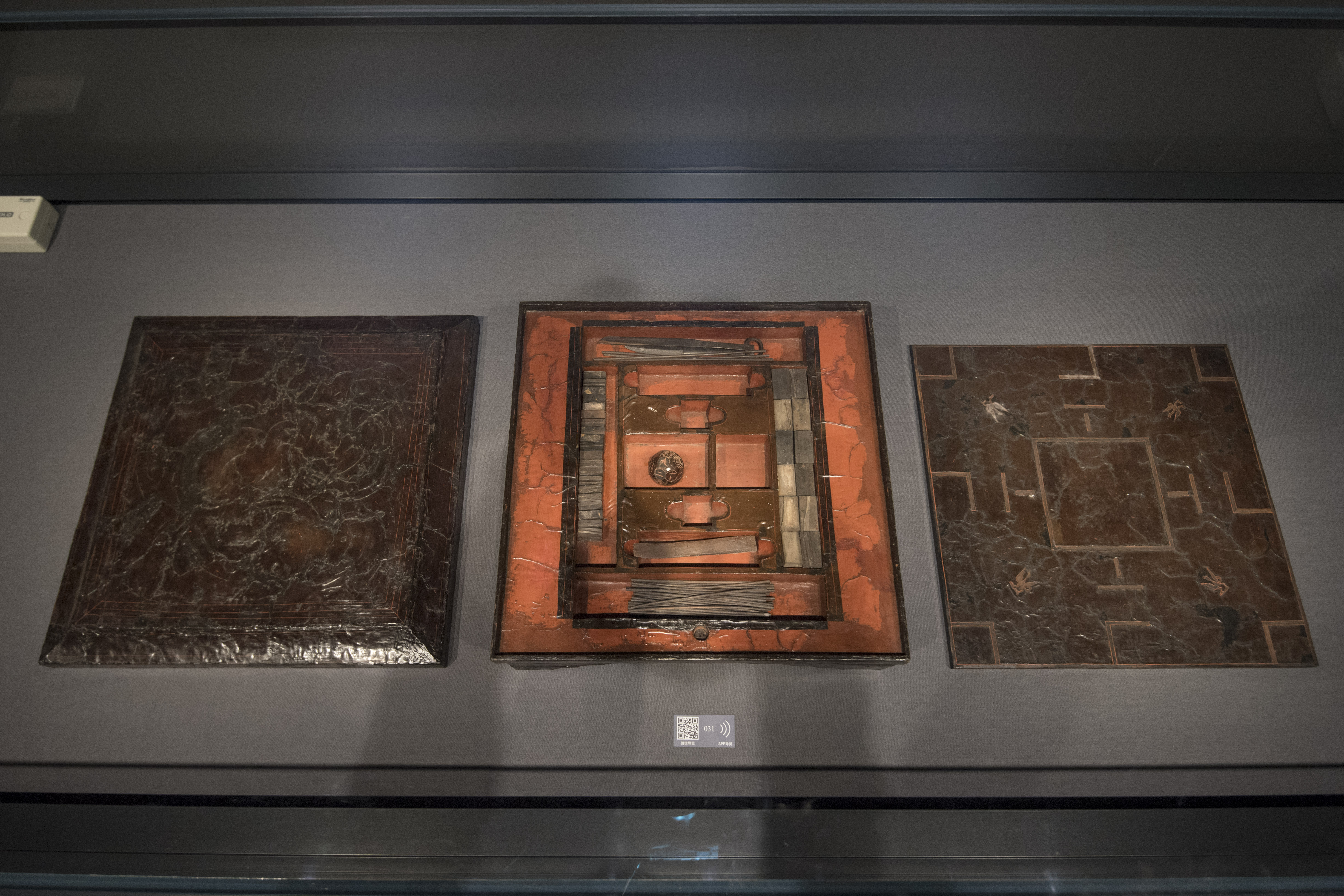
博具，西汉，马王堆三号墓出土。此博具为漆器，有六箸、二十枚直食，屬於大博、格五。

- 《爾雅》：「格，至也，亦格五，博屬行箭，但行梟以格殺，漢吾丘壽王善之。」

- 《说文》：“簙，局戏也，六箸十二棋也。”

- 《前漢書》：“平原女子遲昭平能說經博以八投。”服虔曰：「博奕經，以八箭投之。”

- 《西京杂记》：“法用六箸，或谓之究，以竹为之，长六分。或用二箸。”

- 《廣雅》：“博箸謂之箭。”

- 《颜氏家训·杂艺》：“古为大博则六箸，小博则二茕，今无晓者。比世所行，一茕十二棋，数术浅短，不足可翫。”

箸也稱為箭，是用半边细竹管，中间填金属粉再髹漆而成，剖面呈新月形，材質也有玉製。这样投掷时就能够正反不同，便出现不同数目的筹码。N條箸，能表現N+1個采，許多傳統擲賽遊戲有使用，如柶戲。用六根箸當擲具的六博稱為大博，有格五的別稱。
也有用兩箸、五箸、八箸的變體。

#### 茕
- 《颜氏家训·杂艺》：“小博则二茕。”

茕是十八面或十四面體的骰子，除兩面寫字，其他為連續數字。一面刻驕字；反面刻(男+妻)；其他面刻一到十六或一到十二的數字。歷史學家李學勤認為(男+妻)不見字書，應是讀媿。用兩顆茕當擲具的六博稱為小博。

西汉时出现代替博箸的茕，多用玉、竹、木、骨等材料。

#### 瓊
- 《古博经》：“其掷采以琼为之。琼畟方寸三分，长寸五分，鋭其头，钻刻琼四面为眼，亦名为齿。”

- 《博经》：“琼有五采，刻为一画者谓之塞，刻为两画者谓之白，刻为三画者谓之黑，一边不刻者五塞之闲，谓之五塞。”

- 《列子·说符》：“虞氏者，梁之富人也，家充殷盛，錢帛无量，財貨无訾。登高樓，臨大路，設樂陳酒，擊博樓上，俠客相隨而行，樓上博者射，明瓊張中，反兩㯓魚而笑。”晉人張湛注：“击，打也，如今双陆碁也。”

《古博经》指瓊是長方型四面體的骰子，共四采。
《博经》指瓊是長方型五面體的骰子，其中四面有刻痕，刻字有塞、白、黑、五，在五、塞之間一面無刻字，共五采。至今朝鮮還有此類擲具，稱為輪木。

## 博法
- 《古博经》：“其擲採以瓊為之。二人互擲採行棋。棋行到處即豎之，名為驍(梟)棋，即入水食魚，亦名牽魚。每一牽魚獲二籌，翻一魚獲三籌。若已牽兩魚而不勝者，名曰被翻雙魚，彼家獲六籌，為大勝也。”

- 《战国策·楚策》：“夫梟棋之所以能為者，以散棋佐之也。夫一梟之不如不勝五散，亦明矣。今君何不為天下梟，而令臣等為散乎？」

- 《战国策·魏策》：“王獨不見夫博者之用梟邪？欲食則食，欲握則握。今君劫於群臣而許秦，因曰不可革，何用智之不若梟也？” 鄭眾註《考工記》曰：“博立梟棋。”

- 《韩非子·外儲說左下》：“博者贵枭，胜者必杀枭，是殺所貴也，儒者以爲害義，故不博也。”

- 《楚辭·招魂》：“成梟而牟，呼五白些。”
  - 王逸注：「倍勝為牟。五白，簙齒也。言己棋已梟，當成牟勝，射張食棋，下兆於屈，故呼五白，以助投也。」

- 《爾雅》：「格，至也，亦格五，博屬行箭，但行梟以格殺，漢吾丘壽王善之。」

- 《焦氏易林》：“豫之剝：野鳶山鵲，奕棊六博；三梟四散，主人勝客。”、“否之睽：野鳥山鵲，來集六博；三鳥四散，主人勝客。”

- 《資治通鑑·卷四·周紀第四》「夫博之所以貴梟者，便則食，不便則止。今何王之用智不如用梟也？」

初始佈置時，玩家們將棋子平躺布于局中的其中一側的外側棋位，這些棋子稱為散。棋盤中央放上魚或直食其，籌碼放在棋盤旁。遊戲開始後，互相根据掷的数字决定行棋步数。
依許博昌的口訣，棋子移動有三種路徑。很類似柶戲等十字戲類遊戲。
- 方→畔→揭→道→張→道→揭→畔→方...反覆：棋子由內往外，再返回到內。

- 張→道→揭→畔→方→畔→揭→道→張...反覆：棋子向內由外往內再90度轉向、或不變向，朝至另一處外部。

- 張→究→屈→玄→高→玄→屈→究→張...反覆：棋子大致順時鐘方向繞行。

散只能以「張→究→屈→玄→高→玄→屈→究→張」，此路徑順時鐘繞行。散擲到某些采後就即竖起，改稱為梟或驍(驍在漢代為梟的借用字)。箸在擲到六面有五面皆白、瓊擲到五或白采時、茕擲到梟采時，散變成梟。但若茕擲到媿采時，梟要變回散。
梟可以「張→道→揭→畔→方」從外往內，到方的棋位，也就是可入水吃標記物，這動作稱為牽魚，牽一條魚獲二籌。獲得魚的梟再以「方→畔→揭→道→張→道→揭→畔→方」，此路徑將帶魚帶離後，再返回方位繼續牽剩下的一條魚。既使散變為枭依然會被敵方的散或梟所殺。若牽一條魚的梟被敵方所殺，稱為翻一魚，敵方獲三籌；若牽兩條魚的梟被敵方所殺，稱被翻雙魚，敵方獲六籌。梟也能穿過中間以「張→道→揭→畔→方→畔→揭→道→張」；或行經張的棋位轉成「張→究→屈→玄→高→玄→屈→究→張」，以到他處去攻擊敵棋、搶奪敵方的魚。
勝利以多得籌碼者為勝，所以阻止敵方得魚、或奪對方的魚，殺梟是重要的手段。行棋有如兩方的貓頭鷹飛繞著池塘以爭魚吃的行為。
六博遊戲方式類似許多棋子由外往內環繞的擲賽遊戲，吃法也是擲賽遊戲的特徵，與印度的八條盤碁關係最密切，差別在於六博有升級棋，改以獲得在中心終點的籌碼多為勝，而不是到達終點就獲勝。
六博被當成中國象棋前身的錯誤，在於；其一，名字相同，雖兩者遊戲類型差異頗大，但皆可解釋為象徵的遊戲；其二、人錯把以為枭、卢、雉、犊、塞這五種樗蒲的采當成六博的棋子名，並以為殺梟等同於象棋類遊戲的將軍，把象徵貓頭鷹獵魚的遊戲當成兵戲。
據稱，中国象棋国家一级裁判员王前民在2006年3-4月，發表他判斷的六博棋遊戲規則，並演示對局。他認為六博不用擲具，是玩家像三六九棋類同時出手指來決定步數。

## 文化影響

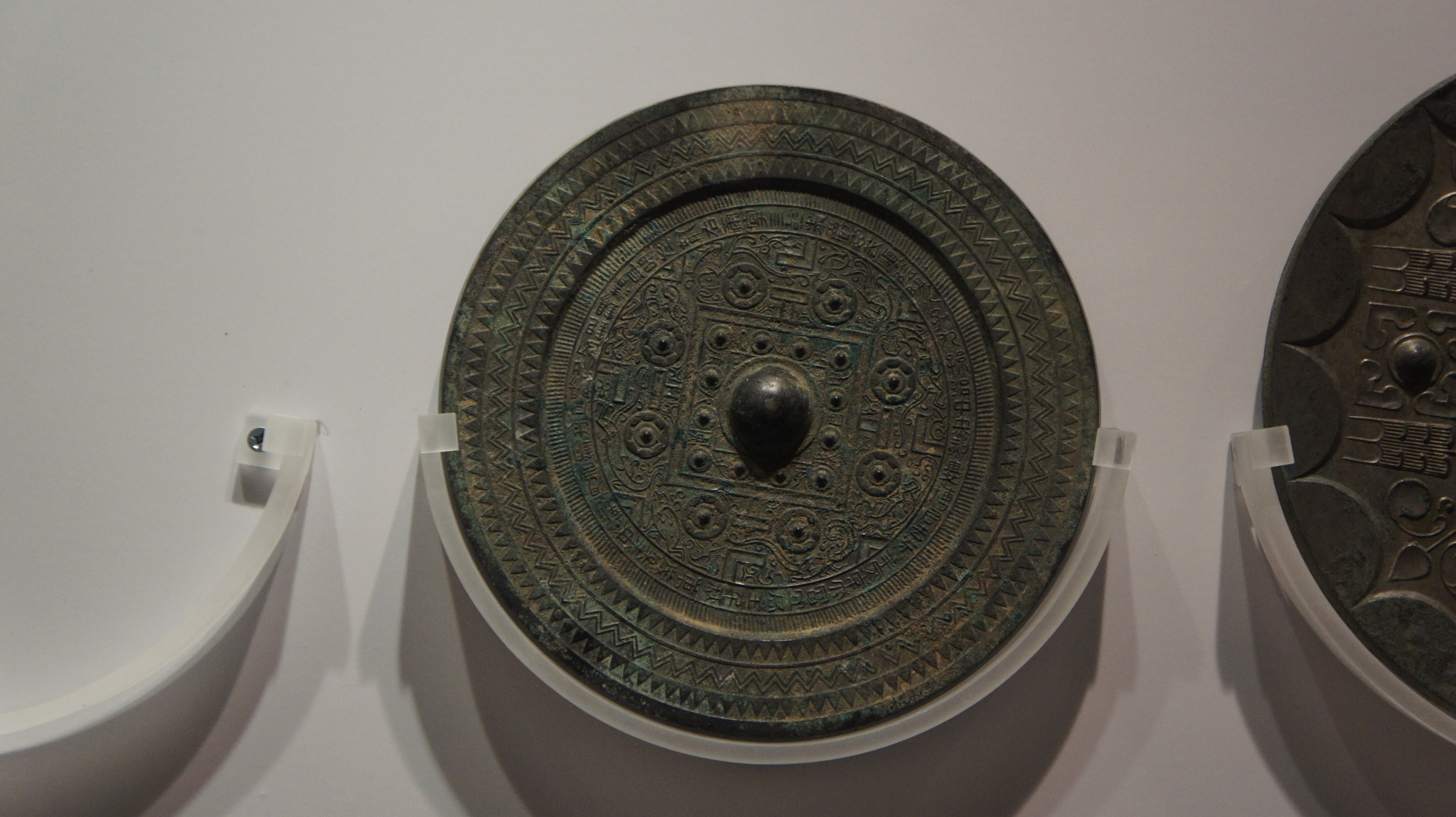
受六博影响的新莽时期十二辰博局鏡

### 占卜
曾藍瑩藉由尹灣出土的漢墓簡牘，比對出占卜術語和博局紋上天干地支的對應排列順序，認為六博局不但用於遊戲，也可用於占卜，雖然迄今占卜的實際操作方法依舊不明。

### 藝術
因占卜的目的在於趨吉避凶，因此六博局紋便帶有「吉祥」之義，故漢代人認為在鏡上鏤刻博局紋可以「去不祥」。1986年，日人西田守夫首次發現兩張銅鏡拓片上，有「刻婁（鏤）博局去不羊（祥）」的銘文字樣；1993年，江蘇連雲港4號墓又挖掘出「竹片『刻治六博中兼方』」。
「TLV」3個符號出現在西漢晚期規矩鏡，國外學者依其形狀像英文字母「TLV」，故稱為TLV鏡。其圖案紋飾一般用青龍、白虎、朱雀、玄武四神，故又稱為規矩四神鏡。 

### 文學
六博其勝負關鍵在於擲採，頗有娛樂價值。至後代雖失傳，但文人依舊會用於詩詞。
- 李白《相和歌辭.猛虎行》:“有時六博快壯心，繞床三匝呼一擲。”；《梁園吟》:“連呼五白行六博，分曹賭酒酣馳輝。”；《送外甥鄭灌從軍三首》之一:“六博爭雄好彩來，金盤一擲萬人開。”

- 李益《雜曲歌辭.漢宮少年行》:“分曹六博快一擲，迎歡先意笑語喧。”